# Winston-Salem Open 2023
Winston-Salem Open 2023 a fost un turneu de tenis care s-a jucat pe terenuri cu suprafață dură, în aer liber. A fost cea de-a 54-a ediție a Winston-Salem Open și a făcut parte din seria ATP 250 din circuitul ATP 2023. A avut loc la Wake Forest University din Winston-Salem, Carolina de Nord, Statele Unite, în perioada 20–26 august.

## Campioni

### Simplu
Pentru mai multe informații consultați Winston-Salem Open 2023 – Simplu

### Dublu
Pentru mai multe informații consultați Winston-Salem Open 2023 – Dublu

## Puncte și premii în bani

### Distribuția punctelor
| Probă  | C   | F   | SF | QF | R16 | R32 | Q   | Q2  | Q1  |
| Simplu | 250 | 150 | 90 | 45 | 20  | 0   | 12  | 6   | 0   |
| Dublu  | 250 | 150 | 90 | 45 | 0   | N/A | N/A | N/A | N/A |

### Premii în bani
| Probă  | C        | F       | SF      | QF      | R16     | R32    | Q2     | Q1     |        |
| Simplu | $104,460 | $59,945 | $34,430 | $19,885 | $11,355 | $6,675 | $4,060 | $2,150 | $1,190 |
| Dublu* | $41,100  | $21,520 | $12,160 | $7,060  | $4,150  | N/A    | N/A    | N/A    | N/A    |

*per echipă